# Michael Carrick
Michael Carrick (nascut a Wallsend, Tyne i Wear, Anglaterra, el 28 de juliol del 1981), és un futbolista professional anglès que actualment juga de migcampista al Manchester United FC de la Premier League anglesa. Carrick, també juga per la selecció d'Anglaterra des del 2001. La temporada 2007-08 va aconseguir un dels seus majors èxits futbolístics en guanyar la UEFA Champions League.

## Palmarès
West Ham United
- 1 Copa Intertoto: 1999.

Manchester United
- 1 Campionat del Món de Clubs: 2008.
- 1 Lliga de Campions: 2007-08.
- 1 Lliga Europa de la UEFA: 2016-17.
- 5 FA Premier League: 2006-07, 2007-08, 2008-09, 2010-11, 2012-13.
- 1 Copa anglesa: 2015-16.
- 3 Copa de la lliga anglesa: 2008-09, 2009-10, 2016-17.
- 6 Community Shield: 2007, 2008, 2010, 2011, 2013, 2016.